# Scolobates nigerrimus
Scolobates nigerrimus är en stekelart som beskrevs av Ulbricht 1922. Scolobates nigerrimus ingår i släktet Scolobates och familjen brokparasitsteklar. Arten är reproducerande i Sverige. Inga underarter finns listade i Catalogue of Life.